# Rory Penttinen
Rory Penttinen, né le 30 octobre 1979 à Nykarleby (Finlande), est un pilote automobile finlandais qui participe à des épreuves d'endurance aux volant de voitures de Grand tourisme ou de Sport-prototype dans des championnats tels que l'European Le Mans Series, l'Asian Le Mans Series, la Michelin Le Mans Cup ainsi que les 24 Heures de Spa.
Il a remporté, dans la catégorie LMP3, le championnat Asian Le Mans Series 2021 avec l'écurie britannique United Autosports.

## Carrière
En 2018, Rory Penttinen poursuit son engagement avec l'écurie allemande Rinaldi Racing afin de participer au championnat Blancpain GT Series Endurance Cup au volant d'une Ferrari 488 GT3 avec comme coéquipiers le pilote allemand Pierre Ehret et le pilote coréen Rick Yoon dans la catégorie Am. Pour les 24 Heures de Spa, il rejoint temporairement l'écurie allemande Attempto Racing afin de participer à l'épreuve au volant d'une Lamborghini Huracán GT3 dans la catégorie Am avec comme coéquipiers les pilotes suisses Jürgen Krebs et Tim Müller, le pilote autrichien Sven Heyrowsky et le pilote allemand John-Louis Jasper.
En 2019, il poursuit son engagement avec l'écurie allemande Rinaldi Racing afin de participer aux 24 Heures de Spa au volant d'une Ferrari 488 GT3 avec comme coéquipiers Pierre Ehret et le pilote australien Martin Berry dans la catégorie Am et finit avec eux la saison dans le championnat Blancpain GT Series Endurance Cup. En fin de saison, Rory Penttinen s'initie au Sport-prototype en participant avec l'écurie française Graff aux 4 Heures de Sepang au volant d'un Norma M30 avec comme coéquipier le pilote liechtensteinois Matthias Kaiser dans la catégorie LMP3.
En 2020, Penttinen prolonge son engagement avec l'écurie française Graff en participant au championnat Michelin Le Mans Cup au volant d'une Ligier JS P320 et avec comme coéquipier Matthias Kaiser dans la catégorie LMP3,. Pour sa première participation à ce championnat, il se classe en 3e position en montant en trois occasions sur le podium lors des manches du Paul-Ricard, du Castelet et de Monza.

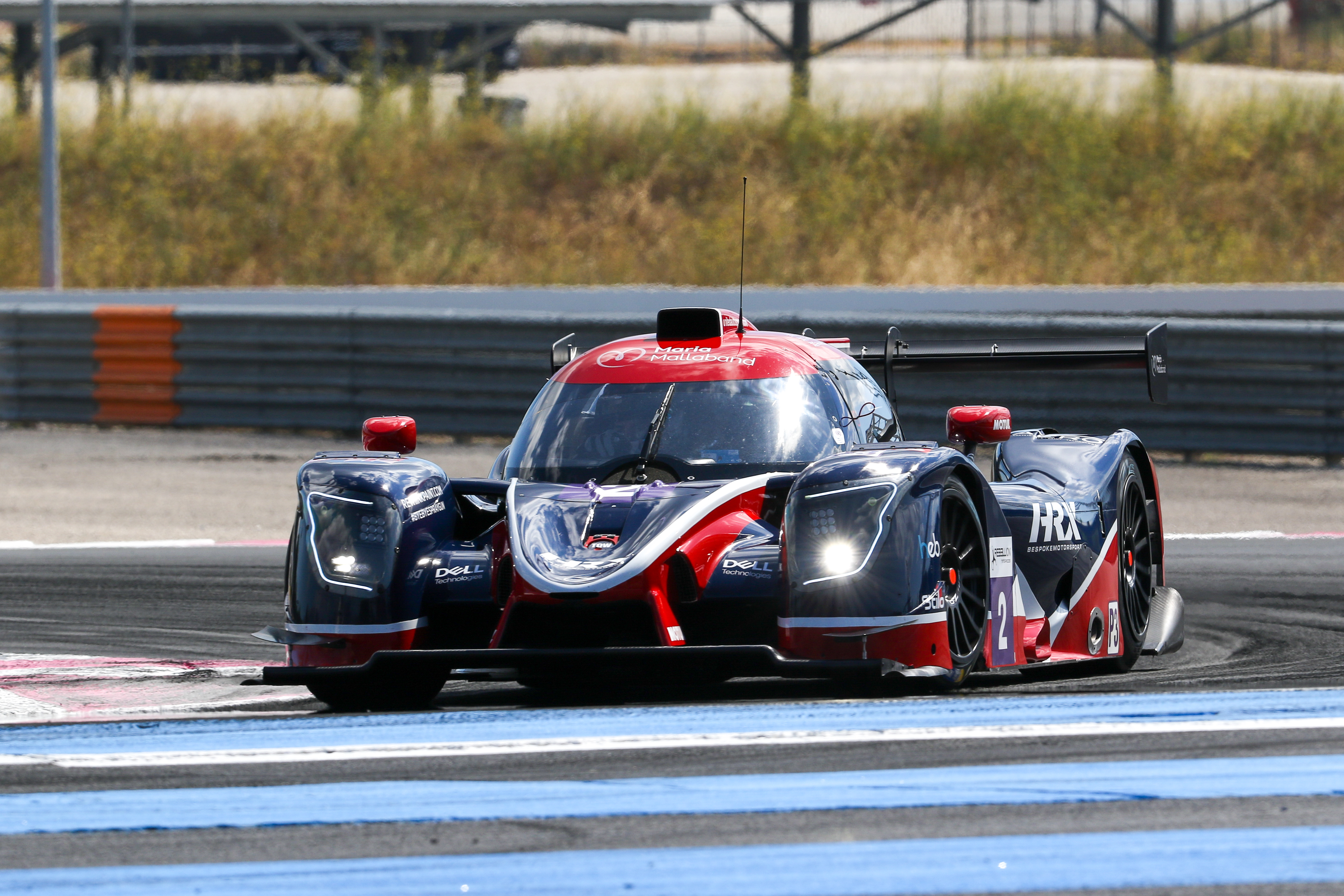
Ligier JS P320 de l'écurie United Autosports.

En 2021, il commence son année par une nouvelle participation au championnat Asian Le Mans Series mais cette fois ci avec l'écurie anglo-américaine United Autosports au volant d'une Ligier JS P320 et avec comme coéquipiers le pilote britannique Wayne Boyd et le pilote vénézuélien Manuel Maldonado dans la catégorie LMP3. Il remporte 3 des 4 manches du championnat et remporte ainsi avec ses coéquipiers le titre de champion pilote LMP3 des Asian Le Mans Series. À la suite de cela, il effectue un retour au sein de l'écurie française Graff en participant pour la première fois au championnat European Le Mans Series au volant d'une Ligier JS P320 et avec de nouveau comme coéquipier Matthias Kaiser dans la catégorie LMP3,. Les faits marquants durant cette saison sont une troisième place lors de la dernière manche de la saison, les 4 Heures de Portimão, et une victoire de catégorie avec Logan Sargeant lors de la Road to Le Mans au volant d'une Ferrari 488 GT3 Evo 2020 de l'écurie italienne Iron Lynx. 
En 2022, comme lors des deux saisons précédentes, Rory Penttinen participe au championnat Asian Le Mans Series, mais avec une voiture de Grand tourisme et avec l'écurie allemande Haupt Racing Team avec comme coéquipiers le pilote allemand Hubert Haupt (de) et le pilote indien Arjun Maini. À la suite de cela, il participe à une manche du nouveau championnat allemand Prototype Cup Germany au volant d'une Ligier JS P320 avec l'écurie allemande MRS GT-Racing.

## Palmarès

### Résultats aux24 Heures de Spa
| Année | Écurie          | Copilotes                                                | Voiture                 | Classe | Tours | Pos. | Class Pos. |
| ----- | --------------- | -------------------------------------------------------- | ----------------------- | ------ | ----- | ---- | ---------- |
| 2018  | Attempto Racing | Sven Heyrowsky John-Louis Jasper Jürgen Krebs Tim Müller | Lamborghini Huracán GT3 | Am     | 227   | Abd. | Abd.       |
| 2019  | Rinaldi Racing  | José Manuel Balbiani (en) Martin Berry Pierre Ehret      | Ferrari 488 GT3         | Am     | 350   | 41e  | 5e         |

### Résultats enEuropean Le Mans Series
| Année | Écurie | Châssis        | Moteur                    | Classe | 1      | 2      | 3     | 4      | 5     | 6     | Position | Points |
| ----- | ------ | -------------- | ------------------------- | ------ | ------ | ------ | ----- | ------ | ----- | ----- | -------- | ------ |
| 2021  | Graff  | Ligier JS P320 | Nissan VK56 5,6 l V8 Atmo | LMP3   | BAR 14 | RBR 12 | LEC 9 | MON 14 | SPA 7 | POR 3 | 14e      | 24.5   |

### Résultats enAsian Le Mans Series
| Année     | Écurie            | Châssis              | Moteur                          | Classe | 1     | 2     | 3        | 4     | Position | Points |
| --------- | ----------------- | -------------------- | ------------------------------- | ------ | ----- | ----- | -------- | ----- | -------- | ------ |
| 2019-2020 | Graff             | Norma M30            | Nissan VK50VE 5,0 l V8 Atmo     | LMP3   | SHA   | BEN   | SEP 7    | CHA   | 13e      | 6      |
| 2021      | United Autosports | Ligier JS P320       | Nissan VK56 5,6 l V8 Atmo       | LMP3   | DUB 1 | DUB 1 | ABU Abd. | ABU 1 | 1re      | 77     |
| 2022      | Haupt Racing Team | Mercedes-AMG GT3 Evo | Mercedes-AMG M159 6,2 l V8 Atmo | GT     | DUB 7 | DUB 9 | ABU 9    | ABU 7 | 9e       | 16     |

### Résultats enMichelin Le Mans Cup
| Année | Écurie | Châssis        | Moteur                    | Classe | 1     | 2     | 3     | 4      | 5     | 6     | 7     | Position | Points |
| ----- | ------ | -------------- | ------------------------- | ------ | ----- | ----- | ----- | ------ | ----- | ----- | ----- | -------- | ------ |
| 2020  | Graff  | Ligier JS P320 | Nissan VK56 5,6 l V8 Atmo | LMP3   | RIC 3 | SPA 5 | LEC 2 | LMS 13 | LMS 5 | MON 3 | POR 7 | 3e       | 70.5   |